# OGLE-2005-BLG-071Lb
OGLE-2005-BLG-071Lb是一顆由光學重力透鏡實驗計畫等單位於2005以重力微透鏡法發現的太陽系外行星，位於天蠍座。根據最佳擬合模型，該行星的質量大約是木星的3.5倍，與母恆星的投影距離大約是3.6天文單位。因此可以推測它表面的有效溫度大約是與海王星表面接近的50 K。不過，另一個模型設定它的質量是較低的3.3倍木星質量，投影距離是2.1天文單位，但結果並沒有太大不同。它可能是目前所知在紅矮星旁最巨大的行星，雖然以徑向速度法只能知道行星的質量下限。